# Гринберг, Марк Леланд
Марк Леланд Гринберг (англ. Marc Leland Greenberg; род. 9 ноября 1961, Лос-Анджелес, Калифорния, США) — американский лингвист и диалектолог, славист. Профессор Университета Канзаса (Лоренс, США).

## Биография
Из семьи восточно-европейского происхождения. В 1983 году окончил Калифорнийский университет в Лос-Анджелесе, где специализировался по русской литературе. Затем учился в магистратуре Чикагского университета, где изучал славянское языкознание, после чего вернулся в Лос-Анджелес. Под влиянием академика Павле Ивича, гостившего в то время в Калифорнийском университете, заинтересовался словенской диалектологией и акцентологией. В 1990 году в Калифорнийском университете защитил докторскую диссертацию «Исторический анализ фонологии и акцентуации прекмурского диалекта словенского языка (A Historical Analysis of the Phonology and Accentuation of the Prekmurje Dialect of Slovene)» под руководством проф. Хенрика Бирнбаума и проф. Алана Тимберлейка.
С 2000 по 2012 год — заведующий кафедрой славянского языкознания, с 2012 года — кафедрой германского языкознания Университета Канзаса. Преподает историко-лингвистические славистические дисциплины: Введение в славянское языкознание, Церковнославянский язык, История русского языка, Сравнительно-историческое изучение славянских языков и др. Свободно владеет русским, словенским, чешским, сербским языками.

## Научная работа
Марк Гринберг — известный специалист в области южнославянской диалектологии. Основные работы посвящены славянским диалектам, распространенным на территории бывшей Югославии, социолингвистике, сравнительно-историческому изучению славянских языков. Наиболее известная работа — «Историческая фонология словенского языка (A Historical Phonology of the Slovene Language)».
С 1997 года вместе с Марко Сноем издает журнал «Slovenski jezik/Slovene Linguistic Studies», с 2005 года — «Slavia Centralis». Член редколлегии журнала «Вопросы ономастики». Удостоен почетной грамоты президента Словении, премии Общества славянских исследований Словении за выдающиеся успехи в области изучения словенского языка.

## Основные сочинения
- A Short Reference Grammar of Slovene, 2006, 2008.
- Zgodovinsko glasoslovje slovenskega jezika, 2002.
- A Historical Phonology of the Slovene Language, 2000.